# 寄小读者
《寄小读者》是中国作家冰心于1923年出国留学时开始至1926年的三年中连载发表的一系列通讯散文。全文共包括二十九篇通讯，主要记述旅途风光与海外逸事，同时亦抒发了游子思乡之惆怅与对祖国、家人的眷恋。最初发表于《晨报》的“儿童世界”专栏中，1926年结集出版。二十世纪六十年代及七十年代，冰心又发表过《再寄小读者》和《三寄小读者》。《寄小读者》开启了中国儿童文学之先河。

## 写作背景
冰心原名谢婉莹，1900年生于福建福州。父亲谢葆璋为海军军官。1912年，谢婉莹入读福州女子师范预科学校。1914年，入读北京贝满女中。1918年，谢婉莹抱着济世救人的心愿考入协和女子大学预科。1919年，受五四运动影响，谢婉莹开始为北京女学界联合会写宣传文章，并因此找到时任《晨报》编辑的表兄刘放园，有机会接触到新文学与翻译的外国小说。同时，她开始用“冰心”为笔名在《晨报》发表小说和文章，并由此热爱上文学创作。1921年理预科两年毕业后，冰心就改入了文本科，同时开始写作《繁星》和《春水》两部诗集。此时的冰心在发表了一系列小说与诗歌后，已经是蜚声文坛的作家。1922年，冰心从燕京大学毕业，并获得了入读美国威尔斯利大学的机会。此时她多次倡议而成立的《晨报》副刊“儿童文学”专栏正要开设，而冰心也觉得自己创作的偏好是通讯而不是小说，因为她“ 觉得用通讯体裁来写文字，有个对象，情感比较容易着实。同时通讯 也最自由，可以在一段文字中，说许多零碎有趣的事”。

## 内容
《寄小读者》由二十九篇通讯组成，每一篇通讯均是一篇独立的散文。在第一篇通讯中，冰心介绍了她写作《寄小读者》的动机：《晨报》副刊在她的倡议下新开辟了“儿童世界”的专栏。